# Leichtathletik-Weltmeisterschaften 2011/Teilnehmer (Griechenland)
| Gelbes Symbol für Goldmedaillen mit stilisierten Olympischen Ringen | Graues Symbol für Silbermedaillen mit stilisierten Olympischen Ringen | Braundes Symbol für Bronzemedaillen mit stilisierten Olympischen Ringen |
| ------------------------------------------------------------------- | --------------------------------------------------------------------- | ----------------------------------------------------------------------- |
| —                                                                   | —                                                                     | —                                                                       |

Der griechische Leichtathletik-Verband stellte bei den Leichtathletik-Weltmeisterschaften 2011 im koreanischen Daegu 12 Teilnehmer.

## Ergebnisse

### Männer

#### Laufdisziplinen
| Athlet                  | Disziplin    | Vorlauf | Vorlauf | Halbfinale    | Halbfinale    | Finale        | Finale        |
| Athlet                  | Disziplin    | Zeit    | Platz   | Zeit          | Platz         | Zeit          | Platz         |
| ----------------------- | ------------ | ------- | ------- | ------------- | ------------- | ------------- | ------------- |
| Konstandinos Douvalidis | 110 m Hürden | 13,59 s | 19      | ausgeschieden | ausgeschieden | ausgeschieden | ausgeschieden |

#### Sprung/Wurf
| Athlet                  | Disziplin      | Qualifikation | Qualifikation | Finale        | Finale        |
| Athlet                  | Disziplin      | Weite/Höhe    | Platz         | Weite/Höhe    | Platz         |
| ----------------------- | -------------- | ------------- | ------------- | ------------- | ------------- |
| Konstandinos Baniotis   | Hochsprung     | 2,28 m        | 15            | ausgeschieden | ausgeschieden |
| Dimitrios Chondrokoukis | Hochsprung     | 2,31 m        | 1             | 2,32 m        | 5             |
| Konstandinos Filippidis | Stabhochsprung | 5,65 m        | 1             | 5,75 m        | 6             |
| Louis Tsatoumas         | Weitsprung     | 8,01 m        | 14            | ausgeschieden | ausgeschieden |
| Yervásios Filippídis    | Speerwurf      | 76,66 m       | 21            | ausgeschieden | ausgeschieden |
| Spyridon Lebesis        | Speerwurf      | 73,35 m       | 30            | ausgeschieden | ausgeschieden |

### Frauen

#### Laufdisziplinen
| Athletin           | Disziplin        | Vorlauf      | Vorlauf | Halbfinale | Halbfinale | Finale        | Finale        |
| Athletin           | Disziplin        | Zeit         | Platz   | Zeit       | Platz      | Zeit          | Platz         |
| ------------------ | ---------------- | ------------ | ------- | ---------- | ---------- | ------------- | ------------- |
| Eirini Kokkinariou | 3000 m Hindernis | 10:15,18 min | 32      |            |            | ausgeschieden | ausgeschieden |

#### Sprung/Wurf
| Athletin               | Disziplin      | Qualifikation | Qualifikation | Finale        | Finale        |
| Athletin               | Disziplin      | Weite/Höhe    | Platz         | Weite/Höhe    | Platz         |
| ---------------------- | -------------- | ------------- | ------------- | ------------- | ------------- |
| Nikoleta Kyriakopoulou | Stabhochsprung | 4,55 m        | 10            | 4,65 m        | 8             |
| Niki Panetta           | Dreisprung     | 13,97 m       | 20            | ausgeschieden | ausgeschieden |
| Paraskevi Papachristou | Dreisprung     | 14,05 m       | 16            | ausgeschieden | ausgeschieden |
| Alexandra Papageorgiou | Hammerwurf     | 66,77 m       | 22            | ausgeschieden | ausgeschieden |